# Doring River
Der Doring River (afrikaans Doringrivier, früher englisch Doorn River) ist ein etwa 350 (nach anderen Angaben: 310) Kilometer langes Gewässer in den südafrikanischen Provinzen Western Cape und Northern Cape. Sein Quellgebiet befindet sich im Südwesten der Tankwa-Karoo, in den nach Norden abfallenden Flanken der östlichen Hex-River-Berge (Matroosberg-Massiv) und den südlichen Ausläufern der Swartruggensberge. Der Fluss mündet südlich der Kleinstadt Klawer in den Cape Olifants River. In seinem Mittel- und Unterlauf bildet der Doring River jeweils einmal die Provinzgrenze zwischen Western Cape und Northern Cape.

## Charakteristik
Die Quellregion besitzt eine gute jährliche Niederschlagsmenge und seine Quellarme können dadurch viel Oberflächenwasser aufnehmen. Jedoch ist eine stetige Wasserführung des Doring River im Wesentlichen nur im Winter zwischen Ende Juni und Mitte September zu erwarten. Sie ist im Jahresverlauf periodisch, dabei stark schwankend und kann zeitweilig episodische Zyklen annehmen. Die Hochflut zur Winterzeit kann im Unterlauf verheerende Auswirkungen zeigen; entsprechend großzügig sind in diesem Bereich Brückenbauwerke ausgelegt.
Das sandige, schotterhaltige Gewässerbett begünstigt das Austrocknen an dessen Oberfläche. Sogar die wasserreichen, linksseitigen Nebenflüsse, wie der Kruis River und Groot River, die Wasser aus den niederschlagsreichen Gebirgszonen des Kapfaltengebirges heranführen, vermögen ein trockenes Gewässerbett außerhalb der Winterzeit nicht zu verhindern. Die rechtsseitig heranführenden Nebenflüsse Tankwa (Tanqua) River und Orloogskloof River erreichen mit ihrem nördlichen Einzugsgebiet bis an das Roggefeld Escarpment der Großen Randstufe, die Quellregion des Orloogskloof River liegt sogar jenseits der Randstufe in der Oberen Karroo. Ihre Wasserführung wird als periodisch-episodisch beschrieben. Zum Abflussvolumen des Doring River tragen sie nur untergeordnet bei.
Überlegungen zum Bau von größeren Stauanlagen im Verlauf seines Bettes galten stets als wenig aussichtsreich, weil die Wasserführung aus der Karoo-Landschaft durch massive Schwebstoffeinträge (Schluff) und die Schotterführung erheblich belastet ist. Ein mögliches Stauvolumen würde dadurch in wenigen Jahren erheblich reduziert werden.

## Hydrometrie
Die Durchflussmenge des Doring wurde an der hydrologischen Station Aspoort, über die Jahre 1964 bis 1986 gemittelt, gemessen (in m³/s).
- Diagrammdaten:
- Definition |
- Rohdaten |
- Hilfe

## Nebenflüsse
- linksseitig: Groot River (mit Riet R. und Matjes R.), Tra-Tra River, Biedouw River, Brandewyn River, Koebee River.[1]
- rechtsseitig: Tankwa River (mit Rhenoster R., Ongeluks R., Gemsbok R.), Bloukraans River (mit Bos R.), Brak River.

## Stauanlagen
Größere Stauanlagen gibt es im Einzugsbereich des Doring River nur in den Nebenflüssen.
- Oudebaaskraal Dam (Tankwa River).